# Alpha Oumar Konaré
Alpha Oumar Konaré (Kayes (Frans-Soedan), 2 februari 1946) is een Malinees politicus en archeoloog. Van 1992 tot 2002 was hij president van het land.

## Academische loopbaan
Konaré studeerde van 1962 tot 1964 aan de École Normale Supérieure in Katibougou en van 1965 tot 1969 geschiedenis aan de École Normale Supérieure in Bamako. Vervolgens voltooide hij zijn laatste studie van 1971 tot 1975 aan de Universiteit van Warschau.
Van 1975 tot 1978 was hij leider van de afdeling geschiedenis en etnografie voor het ministerie van Jeugd, Sport, Kunst en Cultuur. In 1980 kreeg hij een onderzoeksopdracht van het Institut Supérieur de Formation en Recherche Appliquée en werd hij hoogleraar aan de faculteit voor geschiedenis en geografie aan de École Normale Supérieure in Bamako.
Vervolgens was hij voorzitter van verschillende academische verenigingen van geschiedkundigen, geografen en archeologen. Van 1981 tot 1982 was hij adviseur voor de UNESCO en het VN-Ontwikkelingsprogramma.
Konaré ontving meerdere eredoctoraten. Hij ontving er een van Universiteit van Michigan, de Universiteit van Rennes II en van de Université libre de Bruxelles.

## Politieke loopbaan
In 1978 werd Konaré minister van Jeugd, Sport, Kunst en Cultuur, maar hij trad in 1980 weer terug. Aanvankelijk had hij nog vertrouwen in de hervormingsplannen van president Moussa Traoré gehad. Op de achtergrond bleef hij actief in ondergrondse bewegingen en oppositiepartijen. In 1983 richtte hij het cultuurtijdschrift Jamana op en in 1989 het dagblad Les échos.
Op 26 maart 1991 werd een staatsgreep tegen de regering van Traoré gepleegd. Konaré richtte op dat moment de zender Radio Bamakan op en werd delegatielid van de nationale conferentie die een nieuwe grondwet opstelde en verkiezingen voorbereidde.
In 1992 werd hij na twee verkiezingsronden verkozen tot president van Mali. In 1997 werd hij in de eerste verkiezingsronde opnieuw gekozen met een meerderheid van 95,9% van de stemmen. Tijdens deze verkiezingen hadden de meeste oppositiepartijen de verkiezingen geboycot. In 2002 eindigde zijn presidentsperiode van rechtswege.
Van 2003 tot 2008 was Konaré voorzitter van de commissie van de Afrikaanse Unie.
- Bibsys: 6042954
- Bibliothèque nationale de France: cb13615171t (data)
- CiNii: DA16441504
- Gemeinsame Normdatei: 130308110
- International Standard Name Identifier: 0000 0001 2133 6556
- Library of Congress Control Number: n85113279
- National Archives and Records Administration: 10569536
- Nationale Bibliotheek van Israël: 987007273364405171
- Nationale en Universitaire bibliotheek Zagreb: 000175784
- Nederlandse Thesaurus van Auteursnamen: 113492502
- SNAC: w6j821kb
- Système universitaire de documentation: 028113330
- Virtual International Authority File: 54321839
- WorldCat: E39PBJghmJB3cKcqYCHpyW6tKd